# Traisen (rivier)
De Traisen ([ˈtʀaɪ̯zn̩]ⓘ) is een rivier in Oostenrijk, die uitmondt in de Donau. De rivier ontstaat uit de Türnitzer Traisen en Unrechttraisen, en heeft een lengte van 80km.
- Virtual International Authority File: 6145376410983720609